# نایا ریورا
نایا ماریه ریورا (به انگلیسی: Naya Marie Rivera) (زاده ۱۲ ژانویهٔ ۱۹۸۷ – درگذشته ۸ ژوئیهٔ ۲۰۲۰) هنرپیشه و خواننده آمریکایی بود که معروفترین نقش وی در سریال گلی به عنوان سانتانا لوپز بود.

## مرگ

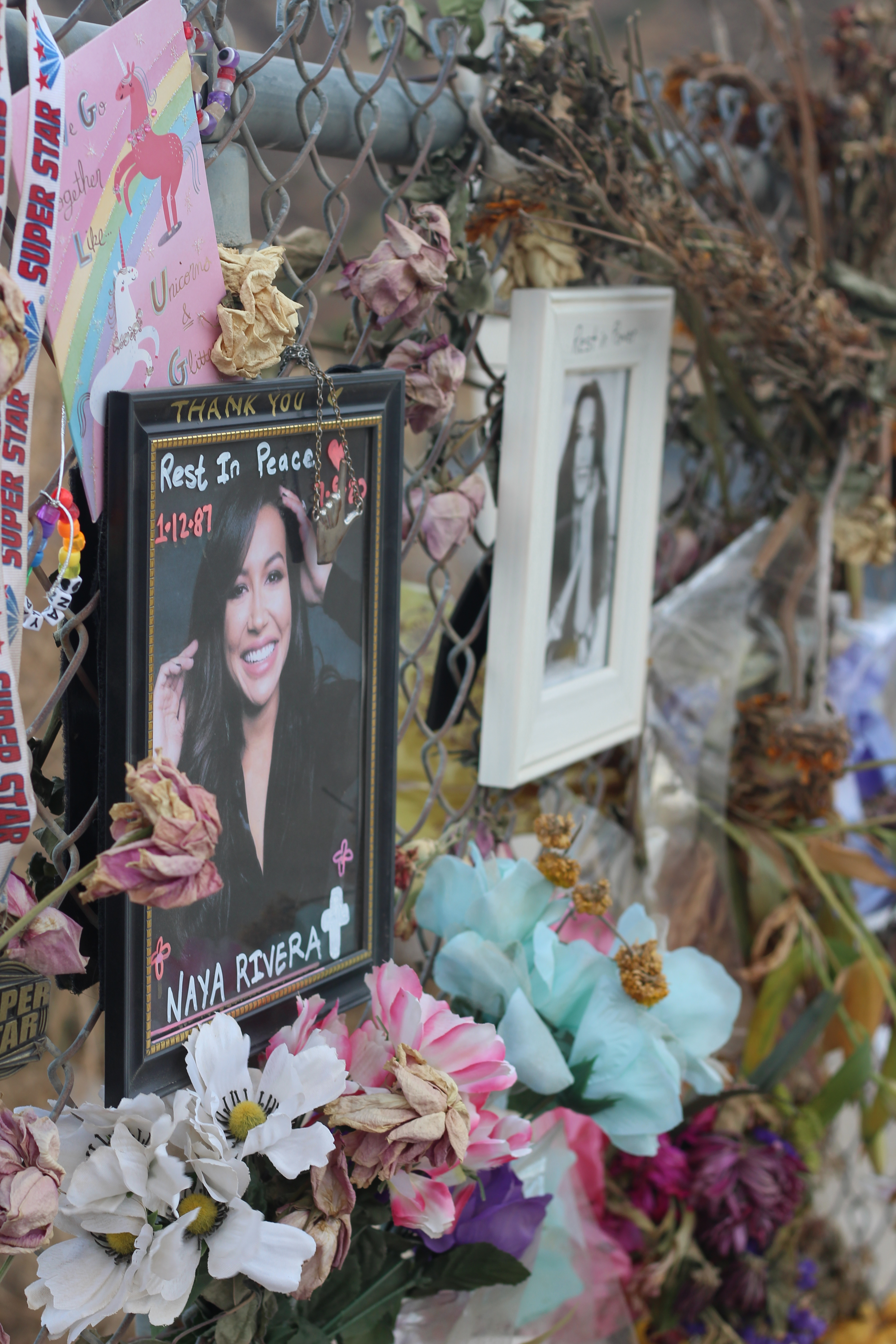
آرامگاه نایا ریورا در پارک یادبود در هالیوود هیلز ، هالیوود.

ریورا روز چهارشنبه ۸ ژوئیه ۲۰۲۰ قایقی اجاره کرد و به همراه پسر ۴ ساله‌اش به دریاچه پیرو برای گشت و گذار در حوالی لس آنجلس رفت. پلیس دریاچه چند ساعت بعد، پسر ریورا را در حالی که جلیقهٔ نجات پوشیده بود تنها در قایق پیدا کرد، اما جسد مادرش پس از پنج‌روز در تاریخ ۱۳ ژوئیه در حوالی دریاچه پیرو پیدا شد. پسر نایا ماریه ریورا گفته که او و مادرش در حال شنا بودند ولی مادرش به قایق برنگشت. پلیس کالیفرنیا می‌گوید نایا ریورا به احتمال قوی غرق شده است.

## مجموعه تلویزیونی
- بی‌واچ (۱۹۹۶)
- سی‌اس‌آی: میامی (۲۰۰۸)
- گلی (مجموعه تلویزیونی) (۲۰۰۹ تا ۲۰۱۵)
- خدمتکاران حیله‌گر (۲۰۱۵)
- بابای آمریکایی! (۲۰۱۶)
- خانواده‌های دیوانه (۲۰۱۷)